# Rummelsnuff
Rummelsnuff (* 14 июля 1966, Гросенхайн; настоящее имя Роджер Баптист) — немецкий певец и музыкант, исполняющий музыку жанра электропанк, а также современные рабочие песни.

## Жизнь
Роджер родился в семье музыкантов. Его мать, Рената Баптист, была учительницей игры на скрипке и играла в хоре Герда Михаэлиса, а позже — с Франком Шёбелем. Отец Роджера — тромбонист Питер Баптист — руководитель музыкального коллектива Питер-Баптист-Комбо, начинал свою карьеру вместе с исполнителями Гартмутом Шульце-Герлахом и Дитером Бирром. Роджер рос в пригороде Дрездена и еще в юности научился играть на фаготе. Примерно в то же время он играл в симфоническом оркестре округа Гросенхайн.
В начале восьмидесятых Роджер Баптист начал экспериментировать с клавишными, ударными и бас-гитарой, а также различными устройствами звукозаписи. Под впечатлением от лейпцигского коллектива Die Art в 1987 году он основал группу Kein Mitleid («без сострадания»), которая исполняла музыку на английском языке. В 1989 году он наткнулся на дрезденскую андерграундную группу Freunde der italienischen Oper («друзья итальянской оперы»), и, вместе с Йенцом Диттшлагом и Рэем ван Цэшау, стал соавтором множества песен, которые позже были записаны на виниловые пластинки и диски в качестве двух альбомов («Um Thron und Liebe», «Edle Einfalt Stille Größe»). После распада группы, в 1992 году Роджер основал новый коллектив — Automatic Noir, что исполнял музыку в жанре EBM и Neue Deutsche Härte и просуществовал до 1999 года. После закрытия проекта последовала долгая передышка вплоть до 2003 года.
Такой долгий творческий перерыв объясняется просто: Роджер несколько лет был моряком на судне. Помимо этого, он работал тренером и, по совместительству, охранником в первом берлинском круглосуточном фитнес-клубе. Там же, в начале 2003 года, он познакомился с норвежским художником Бьярне Мельгаардом. После длительного контакта и кооперации, в том же году Роджер снова начал заниматься музыкой, а в 2004 году был сформирован его образ — «Руммельснуфф». Такой псевдоним был выбран не случайно: в картинах Мельгаарда Роджер звался как «Musclesnuffmonster» и, так как на то время Баптист жил в берлинском районе Руммельсбург, он стал называть себя не иначе как Руммельснуфф. В декабре 2005 года, по случаю сорокалетия бывшего участника FDIO, Рэя ван Цэшау, на совместном концерте (ФДИО на некоторое время пересобрали, чтобы провести концерт) Роджер впервые выступил как Руммельснуфф.
В 2005 году появился первый клип на песню «Lauchammer», а марте 2008 года вышел дебютный альбом (широко доступный, что важно) — «Halt' durch!», под лейблом ZickZack Records. В том же году Руммельснуфф совершил тур по Германии. За этим последовала совместная работа с коллективом Bolschewistische Kurkapelle schwarz-rot, режиссёрами Мироном Цовниром, Эдвином Бринэном и другими людьми — Роджер стал известен не только как музыкант, но и как актёр.

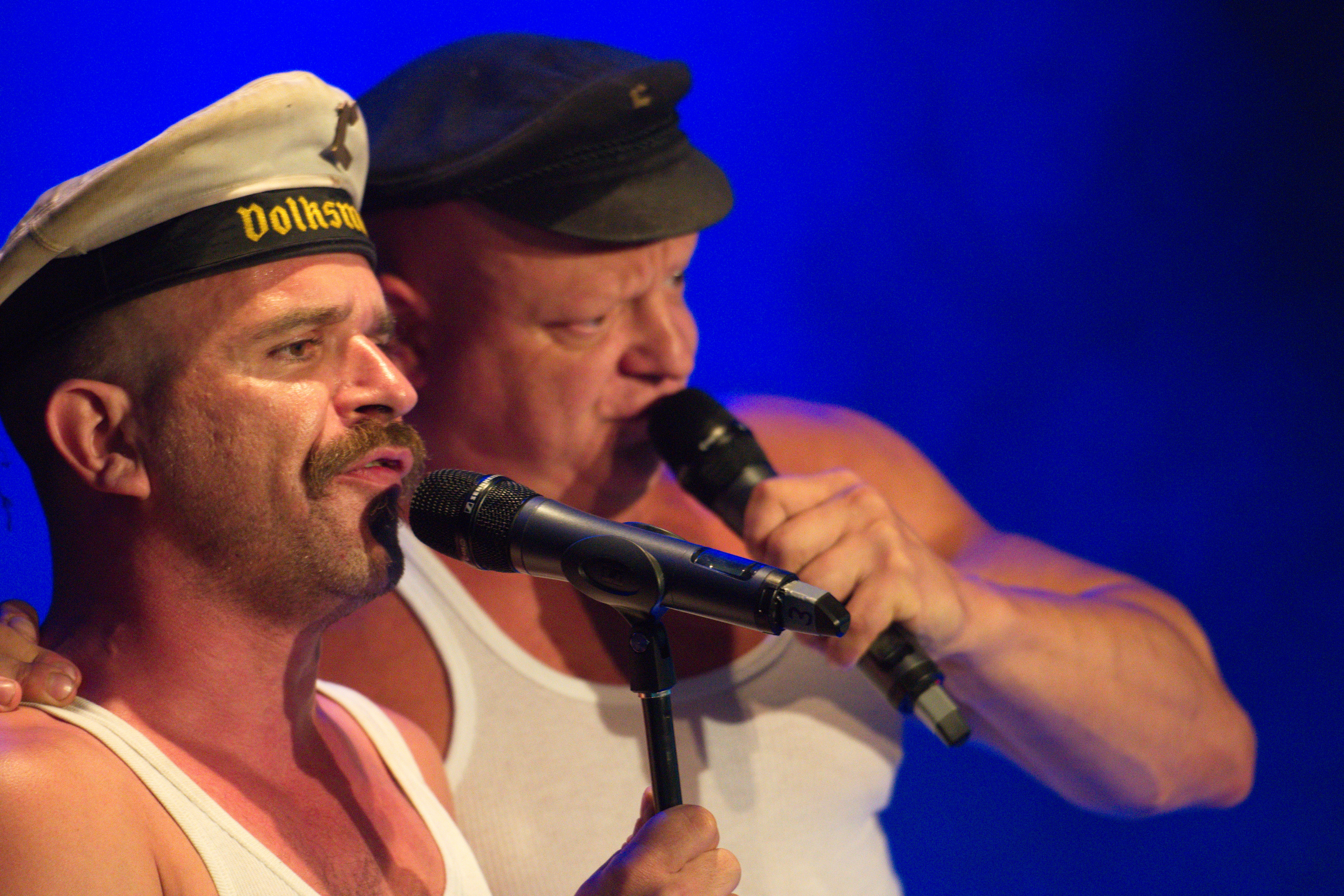
Руммельснуфф и Кристиан Азбах на Amphi festival, 2017

В мае 2010 года был опубликован второй альбом — «Sender Karlshorst», но уже под лейблом Out of Line Music. Позже, в 2011-м, последовал EP — «Brüder / Kino Karlshorst», что содержал 19 музыкальных клипов, а также собственные версии песен Анны Марли, например, «The Partisan», которую исполнил друг Руммельснуффа Кристиан Азбах. Позже Азбах стал сначала эпизодически, а потом и на постоянной основе стал появляться в различных турне.
Руммельснуфф называет свой музыкальный стиль «Derbe Strommusik» или «Electropunk-Gassenhauer» («Гассенхауэр» — дословно «уличная песня»). Спортивные и рабочие песни встречаются наравне с грустными балладами. Тексты песен, главным образом, написаны на немецком. Но, помимо прочего, также была записана песня на испанском «Hombres, Hombres», на русском  — «Poi Soldat», на румынском (частично) — «Salutare» и «Hammerfest» на норвежском (опять-таки, частично). Также существуют кавер-версии песен на языке оригинала: «Mongoloid», «Nathalie», «Mandy». В альбоме «Himmelfahrt» (2012) появилась переработанная («Neufassung», — по сути, ремастер) версия итальянской песни «Azzuro» с оригинальным текстом.
На концертах Руммельснуффа появляются различные гости и известные музыканты: с 2005-го по 2010-й на концертах присутствовал барабанщик Ральф Кьюно Кунце, а с 2009 года — гитарист Райко Гольке, который, кроме этого, играл у групп Knorkator и FDIO. Также на некоторых концертах («Stromlos-Konzerte» — «неэлектронные концерты») присутствует гамбургский аккордеонист Бернхардт Буц. В 2013 году Руммельснуфф появлялся в клипах коллективов Fettes Brott и The toten Crackhuren im Kofferraum. В конце октября 2013-го вышел новый альбом — «Kraftgewinn», над песнями которого также работали Кристиан Азбах, Бела Б., Кинг Хан, Хойзи Айзэнкумпель, Олег Матросов (Аппаратщик), а также гитарист Райко Гольке и трубач Кристиан Магнуссон.

## Дискография и музыкальные проекты

### Freunde der italienischen Oper (1989—1992)

#### Опубликованные альбомы
- 1991: Um Thron Und Liebe (LP)
- 1997: Um Thron Und Liebe (CD)
- 1997: Edle Einfalt Stille Größe (CD)
- 1997: Rare, seltene und raetselhafte Aufnahmen (Um Thron und Liebe / Edle Einfalt, stille Größe) (CD)

#### Компиляции
- 1992: Eine Eigene Gesellschaft mit Eigener Moral (CD)
- 2001: Musik in Deutschland 1950—2000 (CD-Dokumentation)
- 2006: Spannung Leistung Widerstand — Magnetbanduntergrund DDR 1979—1989 (CD)
- 2007: Kinder der Maschinenrepublik (CD)

### Automatic Noir (1992—1999)

#### Опубликованные альбомы
- Automatic Noir (MC)
- Schwert und Schild (MC)
- 1997: Kaiserschnitt (CD)

#### Компиляции
- 1995: Blue Monday (CD)
- 1996: Magic of the Place (CD)
- 1998: Moderne Menschen Kaufen (CD)

### Rummelsnuff (2005 — настоящее время)

#### Неопубликованные альбомы[4]
- 2005: Snuff Me! (CD)
- 2005: Rummelsnuff made Me Do It (Snuff Me! 2) (CD)
- 2005: Rummelsnuff Kills Superman (CD)
- 2006: Rummelsnuff (CD)
- 2006: Musik für den Rekorder (CD)
- 2009: Der Heizer (CD)

#### Опубликованные альбомы
- 2008: Halt' durch! (CD, ZickZack / Indigo)
- 2010: Sender Karlshorst (CD,Out of Line Music)
- 2011: Brüder / Kino Karlshorst (EP+DVD, Universal Music / Out of Line Music)
- 2012: Halt' Durch! (CD, переиздание, ZickZack / Out of Line Music)
- 2012: Himmelfahrt (CD, Out of Line Music)
- 2013: Kraftgewinn (Двойной CD, Out of Line Music)
- 2016: Rummelsnuff & Asbach (Двойной CD, Out of Line Music)
- 2018: Salzig schmeckt der Wind (Двойной CD, Out of Line Music)

#### Синглы
- 2010: Freier Fall / Der Heizer
- 2013: Bratwurstzange / Minderleister
- 2013: Schiffbruch
- 2018: Dr. Rummel Mr. Snuff
- 2018: Salzig schmeckt der Wind (Neumischung)
- 2018: Göttingen / Hombres

#### Компиляции
- 2007: What’s So Funny About.. ZickZack (CD)
- 2007: Luege (CD)
- 2008: Lieder der Berge (CD)
- 2008: Advanced Electronics (CD+DVD)
- 2009: Leaether Strip — Yes I’m Limited V (двойной CD)
- 2010: Advanced Electronics Vol. 8 (CD+DVD)
- 2010: EBM — The Compilation (CD)
- 2011: Gegengerade 20359 St. Pauli (Soundtrack) (CD)
- 2011: A Tribute to Japanische Kampfhörspiele (CD+LP)
- 2012: Rummelsnuff mit Shambhu And The True Love Hearts — Sadness / Machen Wir Den Tanz! (Сингл на виниловой пластинке)
- 2012: Symphonies from the Abyss (CD)

## Фильмография
- 2008: Morgen, ihr Luschen! Der Ausbilder-Schmidt-Film, режиссёр: Майк Эшманн
- 2009: Phantom Party, режиссёр: Эдвин Бринэн
- 2009: Phantomanie, режиссёр: Мирон Цовнир
- 2012: Rosas Welt — 70 neue Filme von Rosa von Praunheim, режиссёр: Роза фон Праунхайм
- 2013: Lose your head, режиссёры: Патрик Шукманн и Штефан Вестервелле
- 2014: Temporal Power, режиссёр: Умберто Бакколо
- 2016: Back to nothing, режиссёр: Мирон Цовнир

## Книги
- Rummelsnuff: DAS BUCH, Берлин 2017, ISBN 978-3-355-01856-2